# Otto Steiner (Pfarrer)
Otto Steiner (* 13. Januar 1917 in Neustadt/Coburg; † 6. Dezember 1995 in München) war evangelisch-lutherischer Pfarrer und Seelsorger, der im Münchner Stadtteil Hasenbergl – einem sozialen Brennpunkt –, der als Großwohnsiedlung zur Behebung der Wohnungsnot Ende der 1950er Jahre gegründet worden war, den Aufbau sozialer Einrichtungen und Wohlfahrtsorganisationen vorantrieb.

## Leben und Wirken
In Neustadt bei Coburg betrieb sein Vater eine auf Puppenköpfe und Spielwaren spezialisierte Porzellanfabrik. Am Palmsonntag 1931 wurde Steiner konfirmiert. An diesem Tag  sprach der willensstarke Vater zu seinem zweitgeborenen Sohn „Du wirst Pfarrer!“. Über seine Jugend unterm Hakenkreuz schrieb Steiner in seinen Erinnerungen:
„Es wäre unehrlich, wenn ich heute nicht zugeben würde, daß vor und nach der Zeit meines Abiturs das Hakenkreuz für meine Altersgenossen und mich mehr Anziehungskraft gehabt hat als das Kreuz Jesu Christi.... Ein halbes Jahr beim Reichsarbeitsdienst in Sprottenbruch in Niederschlesien und dann zwei Jahre als Freiwilliger zur Erfüllung der Wehrpflicht bei der Nachrichtenabteilung 17 in Schwabach erlebte ich die neue Volksgemeinschaft, die die Arbeiter der Faust und die Arbeiter der Stirn miteinander verbindet. Da schaufelt der Landarbeiter aus Schlesien dem körperlich schwächeren Abiturienten die Karre voll, damit der mitkommt und nicht abhängt. Überall wird das hohe Lied der Kameradschaft nicht nur gesungen, sondern auch bewährt. Ich kann mich nicht entsinnen, daß wir dabei jemals weltanschaulich gedrillt worden wären“.
Steiner studierte Theologie, das Wintersemester 1938/39 in Bethel, dann in Göttingen sowie nach 1945 am ersten Pastoralkolleg in Neuendettelsau und an der Theologischen Fakultät der Universität Erlangen. Zu seinen akademischen Lehrern gehörten  u. a. Werner Elert, Leonhard Goppelt, Walter Künneth, Georg Merz und Martin Wittenberg. 1939 bis 1945 nahm er am Zweiten Weltkrieg als Zugführer, dann als Kompaniechef der Nachrichtenabteilung 17 in der Nürnberger 17. Infanteriedivision teil. Seine Abteilung hatte eine hervorragende Fußballelf, die sich „Burgstern Noris“ nannte und deren Friedensstandort Schwabach war. Steiner zeichnete als Mannschaftsführer verantwortlich. Der bekannte Fußballer Albert Sing stieß Anfang Januar zur 17. Infanteriedivision hinzu. Er erinnerte sich an zahllose fanatische Reden, „die Steiner mit Durchhalteparolen für Führer, Volk und Vaterland gehalten habe“ (Herzog 2008, S. 79).
Von 1949 bis 1953 absolvierte Steiner ein viereinhalbjähriges Vikariat in Peißenberg. Anschließend wurde er Zweiter Vereinsgeistlicher der Inneren Mission in München und organisierte den IX. Deutschen Evangelischen Kirchentag, der vom 12. bis 16. August 1959  in München stattfand. Im gleichen Jahr übernahm Steiner die neuerrichtete zweite Pfarrstelle Milbertshofen bei der Versöhnungskirche in München-Harthof, zu der auch das berühmt-berüchtigte Wohn-/Barackenlager Frauenholz gehörte. Ab 1963 war er Pfarrer der Evangeliumskirche (München) im Hasenbergl, deren Gemeinde bis zu seinem Tod Mittelpunkt seines Wirkens blieb.
Die Wohnungen im Hasenbergl wurden ab Ende der 1950er Jahre regelrecht aus dem Boden gestampft. Sie boten Unterkünfte vor allem für sozial Schwache, Flüchtlinge und Vertriebene. Steiner erkannte schnell die sich anbahnende soziale Not und begann frühzeitig mit dem Aufbau diakonischer Einrichtungen. Bereits 1964 gründete er den Sozialen Beratungsdienst der Evangeliumsgemeinde München Hasenbergl e. V., der heute als Diakonie Hasenbergl e. V. firmiert und etwa 50 diakonische Einrichtungen mit 500 Mitarbeitern vereint. Weiterhin zählte er wie Georg Rückert zu den Initiatoren des Heilpädagogischen Centrums (HPC), einer Schule mit Tagesstätte für behinderte Kinder, zu der auch die Schleißheimer Werkstätten (Behindertenwerkstatt) und das Theodor-Heckel-Bildungswerk zählten. Auch der evangelische Siedlungsbetreuungsverein „Nordlicht“ wurde von ihm gegründet sowie das Gemeindeblatt Das Nordlicht, dessen erste Nummer im Juli 1963 erschien. Über Steiners segensreiches Wirken schrieb Leonhard Henninger, Kirchenrat und 1. Vereinsgeistlicher der Inneren Mission (1945–1976):
„Sein begnadetes Format hat ihn bewogen, eine wohl im ganzen Bundesgebiet vorbildliche 'soziale Gemeinde' am Hasenbergl aufzubauen. Insbesondere eine ganze Reihe von Diensten an Behinderten mitzutragen, ist für diese Gemeinde selbstverständlich geworden. Von solchen Gemeinden hat Wichern einst geträumt. Ein krankes Glied der Hansenbergl-Gemeinde sagte kürzlich von Prodekan Steiner: 'Wenn der nicht in den Himmel kommt, dann kommt auch kein Bischof hinein'“.
Am 15. Juli 1969 wurde Otto Steiner zum Prodekan für das Prodekanat München-Nord, das zehn Kirchengemeinden umfasst, ernannt. Sein berufliches Schaffen endete 1983 mit seinem Ruhestand, er engagierte sich jedoch privat weiter in den von ihm gegründeten Wohlfahrtsorganisationen.
Steiner und seine Frau Elisabeth, die im Juli 1942 heirateten, hatten insgesamt acht Kinder (fünf Töchter, drei Söhne), geboren zwischen 1943 und 1963. Sein jüngstes Kind ist der Fernsehproduzent und Sportfunktionär Otto Steiner.
Die Verdienste von Steiner, der 1995 starb, würdigte die Landeshauptstadt München im Jahr 2001 mit der Benennung des Pfarrer-Steiner-Platzes im Hasenbergl. Ferner wurde eine Schule mit Förderschwerpunkt geistige Behinderung nach ihm benannt.

## Werke
- Der Werdegang von Burgstein-Noris, in: Kicker, Nr. 21, 27. Mai 1941, S. 24.
- zusammen mit Walter Rupprecht (Hrsg.): Hermann Dietzfelbinger. Dein Wort bewegt des Herzens Grund. Bibelarbeiten und Vorträge, München 1988.
- Otto Steiner: Streifzug eines Pfarrers und Zeitgenossen am Hasenbergl. J.P. Peter, Rothenburg ob der Tauber 1987, ISBN 3-87625-005-6.

## Weblink
- http://www.evangeliumskirche.de/sites/evangeliumskirche.de/files/Nordlicht233.pdf, S. 6–9

| Personendaten    | Personendaten                                               |
| ---------------- | ----------------------------------------------------------- |
| NAME             | Steiner, Otto                                               |
| KURZBESCHREIBUNG | deutscher Geistlicher, Münchner Sozialpfarrer im Hasenbergl |
| GEBURTSDATUM     | 13. Januar 1917                                             |
| GEBURTSORT       | Neustadt bei Coburg                                         |
| STERBEDATUM      | 6. Dezember 1995                                            |
| STERBEORT        | München                                                     |